# Patokryje
Patokryje é uma comuna checa localizada na região de Ústí nad Labem, distrito de Most.